# Jusztinián Serédi
Jusztinián Serédi OSB, eig. György Szapucsek (Deáki, 23 april 1884 – Esztergom, 29 maart 1945) was een Hongaars aartsbisschop en kardinaal.
Serédi was afkomstig uit een gezin van Slowaakse handarbeiders en trad in 1901 als broeder Jusztinián in bij de benedictijnen en studeerde vervolgens filosofie en katholieke theologie. In 1908 werd hij tot priester gewijd en was monnik in de abdij van Pannonhalma in Hongarije. Tevens gaf hij les aan het "Internationaal college Sant’Anselmo" in Rome en was ook lange tijd algemeen procurator van de Hongaarse congregatie van de benedictijnen. In 1927 werd Serédi door paus Pius XI benoemd tot aartsbisschop van Esztergom en werd daardoor primaat van Hongarije. Kort daarop werd hij kardinaal-priester met de Santi Andrea e Gregorio al Monte Celio als titelkerk. Met verbeten tegenstand droeg Serédi er toe bij dat de gereformeerde politicus en regent Miklós Horthy in 1942 zijn plannen moest laten vallen om een dynastie in te richten in Hongarije. Miklós Horthy benoemde Jusztinián Serédi in 1944 tot Grootkruis in de exclusieve Orde van de Heilige Stefanus.
Serédi was een uitgesproken tegenstander van het nazisme en het antisemitisme. Hij slaagde er niet in om de joden in zijn aartsdiocees te beschermen, de nazi's en de fanatieke Hongaarse fascisten, de "Pijlkruisers" waren alleen bereid nonnen en priesters van Joodse afstamming te ontzien.